# San Francisco-Ribera
San Francisco-Ribera es un barrio de la ciudad de Córdoba (España), perteneciente al distrito Centro. Está situado en la ribera del Guadalquivir, entre los barrios de Santiago y San Pedro, con los que limita por el este, y los barrios de la Catedral y El Salvador y la Compañía, con los que limita al oeste.

## Monumentos y lugares de interés
- Museo de Bellas Artes de Córdoba
- Museo Julio Romero de Torres
- Iglesia de San Francisco
- Plaza del Potro
- Posada del Potro
- Ermita de la Consolación (calle Armas)
- Ermita y hospital de la Candelaria ( calle Candelaria, hoy restaurante)
- Altar de la calle Lineros del año 1801, esquina con C/ Candelaria
- Casas señoriales en calle Gragea